# Desvenlafaxin
Desvenlafaxin ist ein Arzneistoff, welcher strukturell eng mit dem Venlafaxin verwandt ist und vor allem zur Behandlung von Depressionen eingesetzt wird. In Deutschland ist er unter dem Handelsnamen Desveneurax verfügbar.

## Geschichte
Desvenlafaxin ist in den USA seit 2008 unter dem Handelsnamen Pristiq (Wyeth, nun Pfizer) zugelassen. Einen Antrag auf Zulassung in der EU zog Wyeth 2008 zurück, nachdem sich abzeichnete, dass der Ausschuss für Humanarzneimittel (CHMP) der Europäischen Arzneimittel-Agentur (EMA) eine Zulassung nicht empfehlen würde, da die Wirksamkeit insgesamt nicht überzeugend nachgewiesen worden sei.
Nach Vorlage neuer Daten erfolgte eine Zulassung in Spanien im Jahre 2012.
Die Zulassung basiert auf den Ergebnissen von vier randomisierten, doppelblinden, placebokontrollierten Kurzzeitstudien und zwei Untersuchungen zur Rezidivprophylaxe bei erwachsenen ambulanten Patienten mit Depression. Insgesamt wurden mehr als 7700 Patienten eingeschlossen. Desvenlafaxin war in den Studien Placebo überlegen. Je nach Dosis zeigte sich eine deutliche Verbesserung. Ab 2022 erfolgten in einigen EU-Staaten Zulassungen von Generika (z. B. Desveneurax, Neuraxpharm), basierend auf Bioäquivalenzdaten zum Originalpräparat.
In einer Metaanalyse zeigte sich Desvenlafaxin bei der Wirksamkeit gegenüber Venlafaxin als nicht unterlegen. Ebenfalls hatte es in dieser Metaanalyse Vorteile bei der Nebenwirkung Übelkeit. In einer weiteren Metaanalyse wurden Vortioxetin (in Deutschland nicht auf Kosten der gesetzlichen Krankenkassen verschreibbar) und Desvenlafaxin verglichen: Hier zeigte sich Vortioxetin bei Behandlungszufriedenheit und Symptomreduktion signifikant überlegen. Ebenfalls in einer Metaanalyse wurden 20 Antidepressiva bei der Rezidivprophylaxe verglichen: Neben Vortioxetin, Venlafaxin, Paroxetin wurde Desvenlafaxin vernünftige Wirksamkeit, Annahme durch Patienten und Verträglichkeit bescheinigt.
Die Behandlungspraxis depressiver Patienten mit Desvenlafaxin außerhalb von Studien wurde 2023 untersucht. Hier wurden nach Expertenmeinung die einfache Dosierung, Sicherheit und Verträglichkeit, sowie das Fehlen sexueller Störungen und von Gewichtszunahme in den Raum gestellt.
2022 stand es in den USA unter den am meisten verschriebenen Medikamenten auf Platz 208. Im Jahre 2023 wurden zu Lasten der gesetzlichen Krankenkassen in Deutschland 42.200 Verordnungen ausgestellt.

## Klinische Angaben

### Anwendungsgebiete
Der Wirkstoff ist zur Behandlung von Depressionen zugelassen. Eine Studie fand bei der Kombination von Sertralin mit Desvenlafaxin eine vergleichbare Wirkung auf Depression wie bei der Kombination von Sertralin und Mirtazapin, zudem Abnahme von Entzündungsmarkern im Blut.
Off Label (keine offiziell zugelassenen Anwendungsgebiete) kann Desvenlafaxin bei klimakterischen Beschwerden, Fibromyalgie, generalisierter Angststörung, sozialer Phobie, Panikstörung, posttraumatischem Belastungssyndrom und prämenstrueller dysphorischer Störung eingesetzt werden.

### Wirkprofil
Die Wirkung tritt wie bei anderen Antidepressiva gelegentlich nach einer Woche, meist erst nach einigen Wochen ein, anders als bei Benzodiazepinen.
Da (für Antidepressiva unüblich) der Wirkstoff hauptsächlich über die Niere ausgeschieden wird, ist die Dosis bei schwerer Niereninsuffizienz (Nierenschwäche) anzupassen.

### Unerwünschte Wirkungen (Nebenwirkungen)
Diese sind dosisabhängig. Sehr häufig (mehr als 1 von 10 Patienten) wird berichtet über Schlaflosigkeit, Schwindelgefühl, Kopfschmerzen, Übelkeit, Mundtrockenheit, Verstopfung und vermehrtes Schwitzen. Andere Nebenwirkungen sind seltener (mehr als 1 von 100 Patienten). Insbesondere bei höheren Dosierungen gibt es gelegentlich anhaltende Blutdruckerhöhungen. Der Blutdruck soll kontrolliert werden. Müdigkeit tritt nicht auf, in der Regel auch keine Gewichtszunahme.
Bei Antidepressiva tritt, anders als oft befürchtet, nicht das Risiko einer Abhängigkeit auf (dies jedoch bei Benzodiazepinen). Im Verlauf einer Behandlung bilden sich Nebenwirkungen nach 2–4 Wochen oft zurück, ohne dass die Dosis verändert werden muss. Im anderen Falle sollte eine andere Dosis oder Medikamentenwechsel erwogen werden.
Beschrieben sind allerdings bei Weglassen des Wirkstoffs Absetzerscheinungen, die zeitlich begrenzt sind (SSRI-Absetzsyndrom). Sie treten insbesondere nach Langzeitanwendung auf. Berichtet werden Schwindel, Kreislaufstörungen, Ohrgeräusche, Verdauungsbeschwerden, Zuckungen, Schlafstörungen u. a. Es wird empfohlen, die Dosis dann schrittweise zu verringern.

### Anwendung in Schwangerschaft und Stillzeit
Es sind keine Daten bei Schwangeren veröffentlicht. Tierexperimentelle Studien ergaben keine Schäden bei den Nachkommen. Desvenlafaxin-Blutspiegel bei gestillten Säuglingen betrugen weniger als 10 % der Spiegel der Mütter. Neugeborene, deren Mütter Desvenlafaxin in der Schwangerschaft eingenommen haben, sollten dennoch überwacht werden.
Falls während einer Schwangerschaft ein Antidepressivum gegeben wird, sollte deshalb auf schon länger bekannte Präparate zurückgegriffen werden. Sertralin und Citalopram, wahrscheinlich auch Escitalopram scheinen nicht mit einem erhöhten Fehlbildungsrisiko verknüpft zu sein.

### Wechselwirkungen mit anderen Medikamenten
In den üblichen Dosierungen kam es nicht zu relevanten pharmakokinetischen Interaktionen. Kombinationen mit MAO-Hemmern bedürfen spezieller Anwendungsregeln. Bei Kombination mit Medikamenten, die die Blutungsneigung fördern oder eine Hyponatriämie verursachen können, ist Vorsicht geboten.

## Pharmakologie
Bei der Substanz handelt es sich um einen aktiven (Haupt)-Metaboliten des bereits lange eingeführten Wirkstoffes Venlafaxin. Ca. 70 % des eingenommenen Venlafaxins werden zu Desvenlafaxin metabolisiert. Die Wirkung erfolgt über Blockierung der Serotonin- und der Noradrenalin-Transporter. Das Medikament ist daher ein Serotonin-Noradrenalin-Wiederaufnahmehemmer (SNRI). Es weist für den Serotonin-Transporter eine ungefähr 10-fach höhere Affinität auf, als für den Noradrenalin-Transporter.

## Salze des Desvenlafaxins
Pharmazeutisch wird Desvenlafaxin als Salz der Bernsteinsäure (Desvenlafaxinsuccinat-Monohydrat) oder der Benzoesäure (Desvenlafaxinbenzoat) eingesetzt. Desvenlafaxinsuccinat-Monohydrat ist ein weißes bis off-weißes Pulver und in Wasser löslich, wobei die Löslichkeit pH-Wert-abhängig ist. Desvenlafaxinbenzoat ist ein weißes bis leicht gelbes Pulver. Die Verbindung ist in Pufferlösungen mit einem pH-Wert von 4,5 und 6,8 sowie in 0,9 %iger NaCl-Lösung schwer löslich.

## Handelsnamen
Pristiq (USA, ES), Desveneurax (D, A, CH)

## Externe Links zu erwähnten Verbindungen
1. ↑  Externe Identifikatoren von bzw. Datenbank-Links zu (R)-Desvenlafaxin:  CAS-Nr.: 142761-11-3, PubChem: 12018336, ChemSpider: 16788281, Wikidata: Q27280156.
2. ↑  Externe Identifikatoren von bzw. Datenbank-Links zu (S)-Desvenlafaxin:  CAS-Nr.: 142761-12-4, PubChem: 9816723, ChemSpider: 7992473, Wikidata: Q27251986.
3. ↑  Externe Identifikatoren von bzw. Datenbank-Links zu Desvenlafaxinsuccinat-Monohydrat:  CAS-Nr.: 386750-22-7, EG-Nr.: 692-113-2, ECHA-InfoCard: 100.220.071, PubChem: 6918664, ChemSpider: 5293857, Wikidata: Q27295245.
4. ↑  Externe Identifikatoren von bzw. Datenbank-Links zu Desvenlafaxinbenzoat:  CAS-Nr.: 1147940-37-1, PubChem: 25265778, ChemSpider: 32701806, Wikidata: Q27295462.